# All-Ireland Senior Hurling Championship 1894
L'All-Ireland Senior Football Championship 1894 fu l'edizione numero 8 del principale torneo di hurling irlandese. Cork batté Dublino in finale, ottenendo il quarto titolo della sua storia.

## Formato
Parteciparono 6 squadre, due per il Leinster e quattro per il Munster. Le vincitrici dei tornei provinciali si sarebbero incontrate nella finalissima All-Ireland.

## Torneo
Munster Senior Hurling Championship
| Semifinale | Tipperary | 2-4 – 0–6 | Kerry | Cork |

| Semifinale | Cork | 4-13 – 0–2 | Limerick | Cork |

| Finale | Cork | 3-4 – 1–2 | Tipperary | Charleville |

All-Ireland Senior Hurling Championship
| Dublino 24 marzo 1895 Finale | Cork                | 5-20 – 0-2 | Dublin | Phoenix Park (c.2,000 spett.)\| Arbitro: \| J.J. Kenny (Dublin) \| |
| Arbitro:                     | J.J. Kenny (Dublin) |            |        |                                                                    |

- Lo scarto di punti (29) tra vincitore e sconfitto, è il secondo più alto di sempre nella storia della finale.
- Cork fu la prima squadra a vincere per tre volte consecutive il torneo.